# Globicephala
Los calderones o ballenas piloto (Globicephala) son un género de cetáceos odontocetos de la familia Delphinidae (delfines oceánicos), integrado por dos especies, el calderón común (Globicephala melas) y el calderón tropical (Globicephala macrorhynchus). Las dos especies son difíciles de distinguir al ser avistadas en el océano, siendo la comparación de sus cráneos la única forma de diferenciarlas con certeza. La distribución de los calderones es casi global; el calderón común se encuentra en aguas templadas y subárticas, mientras el calderón tropical, como su nombre lo indica, habita principalmente en el trópico y subtrópico. Los calderones son los delfines oceánicos de mayor tamaño después de la orca.
Las dos especies se alimentan principalmente de calamares, aunque también comen peces. Son animales sociales y los estudios sugieren que tanto los machos como las hembras permanecen toda su vida en grupos familiares matrilineales, una característica poco observada entre los mamíferos y solo documentada en algunas comunidades de orcas. Los calderones tropicales son, además, una de las pocas especies de mamíferos en las cuales las hembras que han superado la edad reproductiva contribuyen en el cuidado de los jóvenes de su grupo.
Los calderones son conocidos por sus varamientos masivos, siendo unos de los cetáceos que lo hace con mayor frecuencia. El estado de conservación de ambas especies de calderón no se ha determinado con certeza y las dos especies son objeto de caza directa y captura incidental, siendo en algunos países objetivo de los balleneros.

## Taxonomía y denominación
Los calderones se clasifican en dos especies:
- Calderón común (Globicephala melas)
- Calderón tropical (Globicephala macrorhynchus).

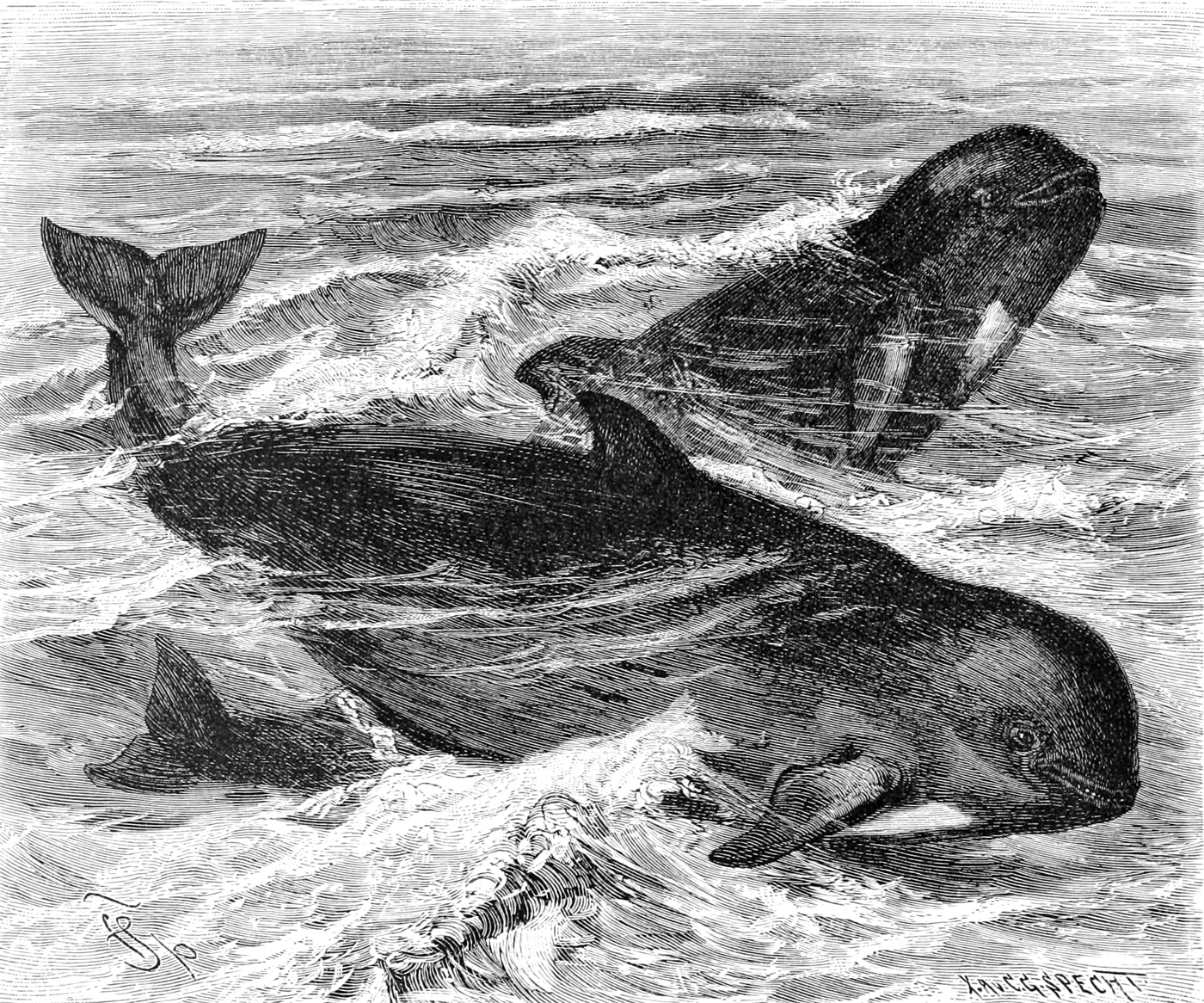
Ilustración de calderones en el textoThe Royal Natural History.

El calderón tropical fue descrito por John Edward Gray en 1846, basándose solamente en restos óseos. Por la forma del esqueleto, dedujo que este animal poseía un hocico largo. Se han propuesto varias especies para ser incluidas en el género Globicephala, pero hasta el momento solo se reconocen dos. El primer intento de clasificar al calderón común fue en 1809, por parte de Thomas Stewart Traill, como Delphinus melas. Su nombre científico fue modificado posteriormente a Globicephala melaena y desde 1986, le fue devuelto el nombre específico original, melas.
Dentro del registro fósil se encuentra descrita la especie Globicephala baerreckii, la cual se halló en Florida (EE. UU) procedente del Pleistoceno. Otra especie extinta, Globicephala eturia, se descubrió en estratos provenientes del Plioceno en Toscana, Italia. Los calderones también se hallan estrechamente relacionados con la especie extinta Platalearostrum hoekmani. Las especies vivientes más emparentadas con los calderones son el delfín de cabeza de melón (Peponocephala electra), la orca pigmea (Feresa attenuata),  la falsa orca (Pseudorca crassidens) y el delfín gris (Grampus griseus).
El nombre en español, calderón, se debe a la forma redondeada de su cabeza que se asemeja al fondo de un caldero. En inglés se lo llama pilot whale (ballena piloto), nombre que se originó de una teoría según la cual un grupo era «pilotado» por un líder. También en inglés se les llama pothead whales (ballenas cabeza de olla) y blackfish (pez negro). El nombre genérico se deriva de las palabras latinas globus («globo») y kephale («cabeza»), y los nombre específicos melas y macrorhynchusprovienen del griego, que significan «negro» y «pico largo», respectivamente.

## Descripción

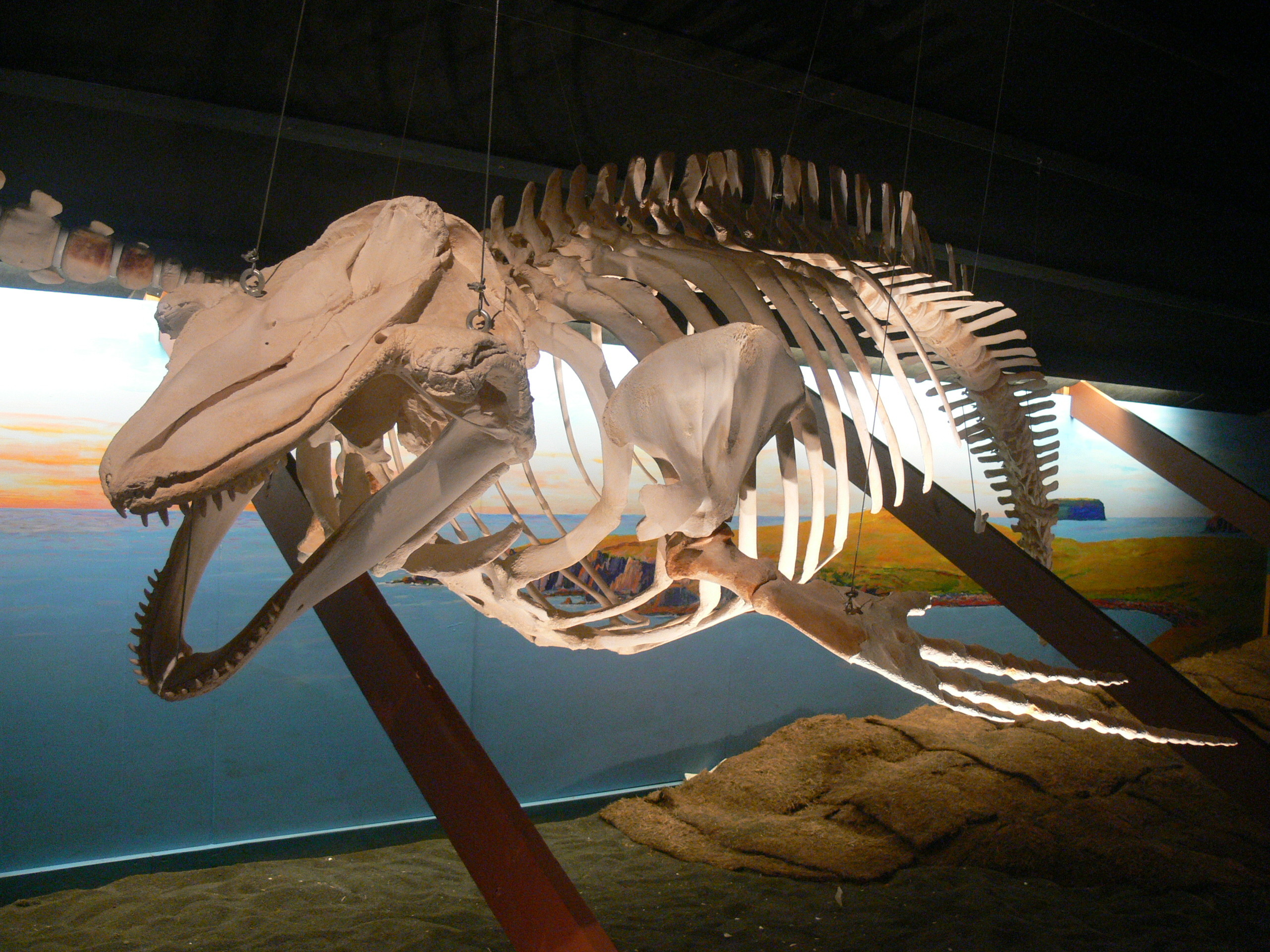
Esqueleto de calderón común.

La piel de los calderones es de color gris oscuro, marrón o negro, pero tienen algunas áreas claras como la mancha en silla de montar de color gris detrás de la aleta dorsal, el parche en forma de ancla bajo la barbilla, una marca pálida detrás del ojo, una gran mancha ventral y otra en la región genital. La aleta dorsal se ubica en la parte anterior de la espalda y la punta se orienta hacia atrás. Su complexión física es más robusta que la mayoría de los otros delfines, y la forma redondeada de la frente se debe a la presencia de un melón particularmente grande y bulboso. Las aletas pectorales son largas, tienen forma de hoz y la base de la cola es recta en el plano trasversal. Los machos del calderón común desarrollan un melón más grande y bulboso que en las hembras; sin embargo, esta característica no parece presentarse en los calderones tropicales de la costa pacífica japonesa.

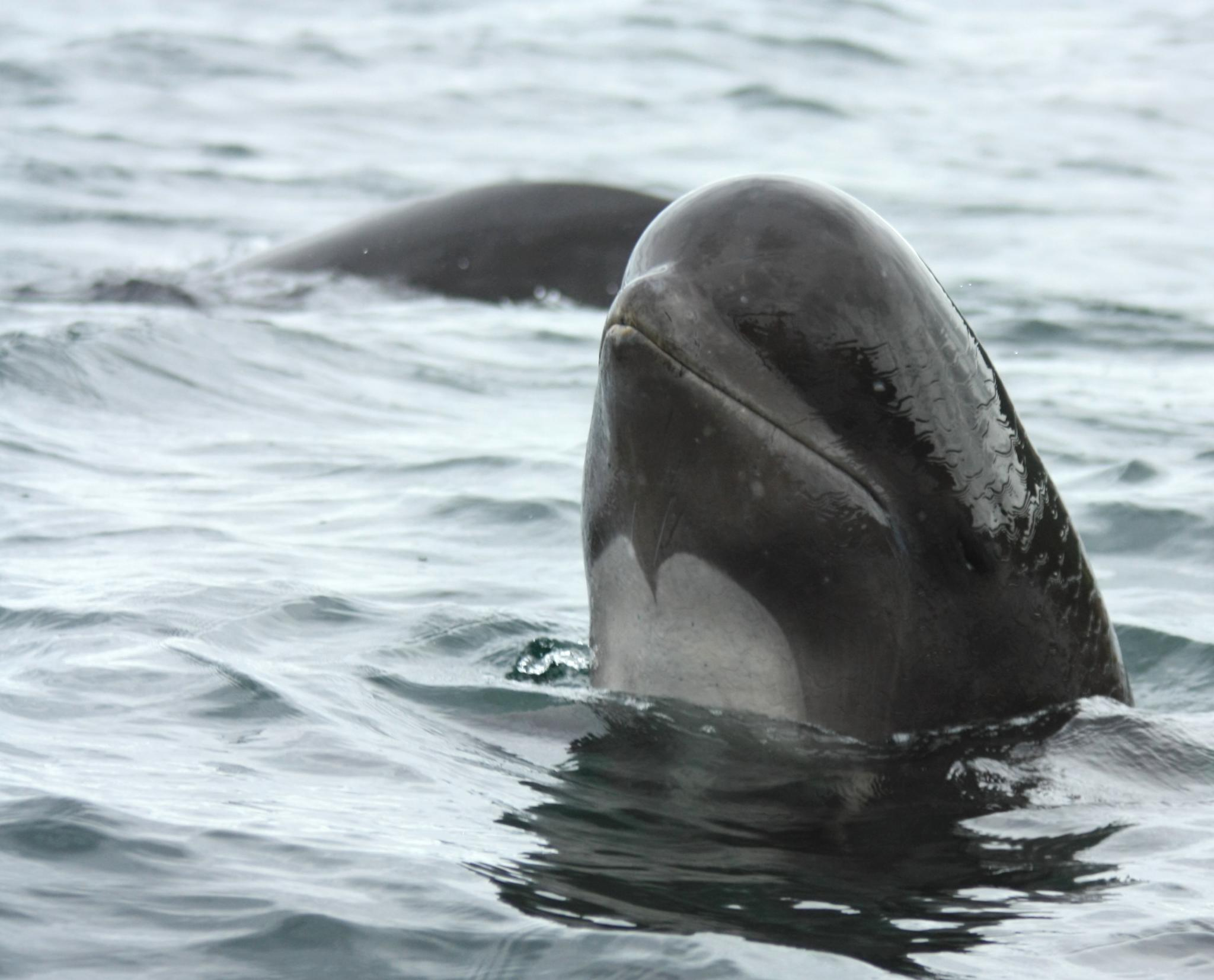
Calderón emergiendo del agua, exhibiendo el comportamiento llamado spyhopping.

Las diferencias entre las dos especies son sutiles y en las zonas en donde su rango de distribución converge es difícil diferenciarlas. Los rasgos particulares que se utilizan para distinguir a las dos especies, son la relación entre la longitud de las aletas pectorales y la longitud corporal, y el número de dientes. El calderón común tiene de 9 a 12 dientes en cada cuadrante y la longitud de las aletas pectorales es de 1/5 de la longitud corporal; el calderón tropical tiene de 7 a 9 dientes en cada cuadrante y la relación entre la longitud aleta/cuerpo es de 1/6. Estudios en animales de ambas especies realizados en el Atlántico, muestran marcada superposición de estas características, siendo clinas en lugar de rasgos distintivos. En consecuencia, el método más fiable para distinguir las dos especies siguen siendo las características del cráneo. El calderón tropical tiene el rostro más corto y ancho, y el premaxilar se superpone sobre la mayor parte del maxilar, mientras el cráneo del calderón tropical tiene el rostro más alargado y el maxilar más expuesto.
El calderón tropical, es más largo y pesado que el calderón común. En ambas especies, la esperanza de vida es de alrededor de 45 años en los machos y 60 en las hembras. Las dos especies tienen dimorfismo sexual marcado. Los calderones comunes adultos alcanzan los 6,5 metros de longitud y las hembras tienen en promedio un metro menos de longitud que los machos. Su peso corporal alcanza 1300 kilogramos en las hembras y 2300 en los machos. En el calderón tropical. Las hembras adultas llegan a los 5,5 metros, mientras los machos alcanzan 7,2 m y puede pesar hasta 3200 kg.

## Comportamiento y ecología

### Distribución y hábitat

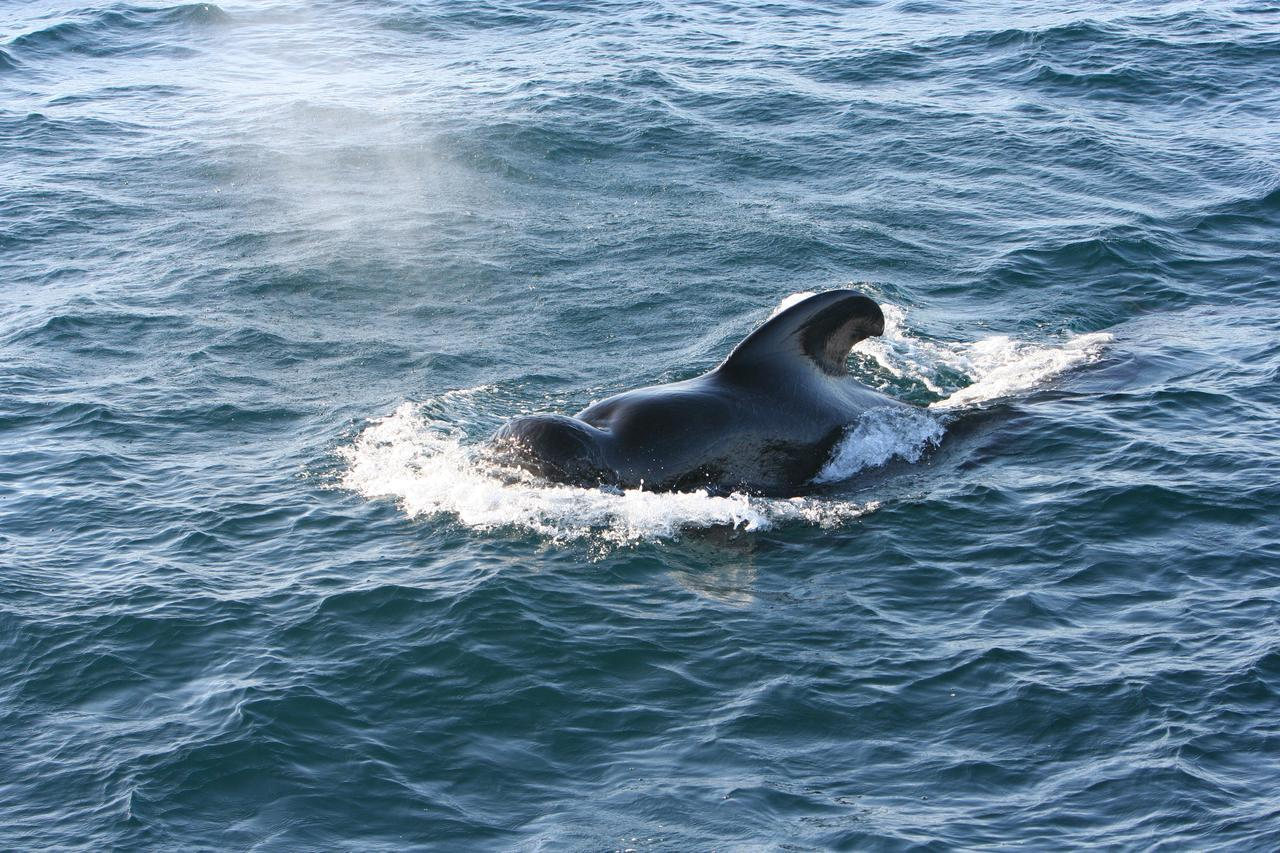
Calderón en el golfo de California.

Los calderones pueblan los océanos en casi todo el mundo. El calderón común se distribuye en aguas ligeramente más frías que el calderón tropical y se divide en dos poblaciones. El grupo más grande se distribuye en una banda circumpolar en el océano Antártico de los 20° S a los 65° S. Puede ser avistado en las costas de Chile, Argentina, Sudáfrica, Australia y Nueva Zelanda, y se estima que su población excede los 200 000 individuos. El segundo grupo es mucho más grande y habita en el norte del océano Atlántico, en un corredor que inicia al sur en las costas de Carolina del Sur en Estados Unidos, pasa por las Azores y Marruecos; y por el norte desde Terranova hasta Groenlandia, Islandia y el norte de Noruega; esta población asciende a aproximadamente 778 000 ejemplares. También se lo encuentra en la mitad occidental del mar Mediterráneo.
El calderón tropical es menos numeroso y habita en aguas tropicales y templadas de los océanos Índico, Atlántico y Pacífico. Su población confluye en un pequeño sector con la del calderón común en las aguas templadas del Atlántico Norte y el océano Antártico. Existen unos 150 000 individuos en el Pacífico oriental tropical y se estima en más de 30 000 animales, la población del Pacífico occidental; situadas en aguas aledañas a las costas de Japón. Esta población se encuentra segregada en dos grupos, que se encuentran casi por completo aislados geográfica, climática y genéticamente.
Los calderones por lo general son nómadas, pero existen poblaciones residentes en algunos sitios como la costa de California, Hawái y las islas Canarias. Prefieren aguas sobre zonas de talud, margen continental y áreas de relieve submarino quebrado.

### Forrajeo y parásitos

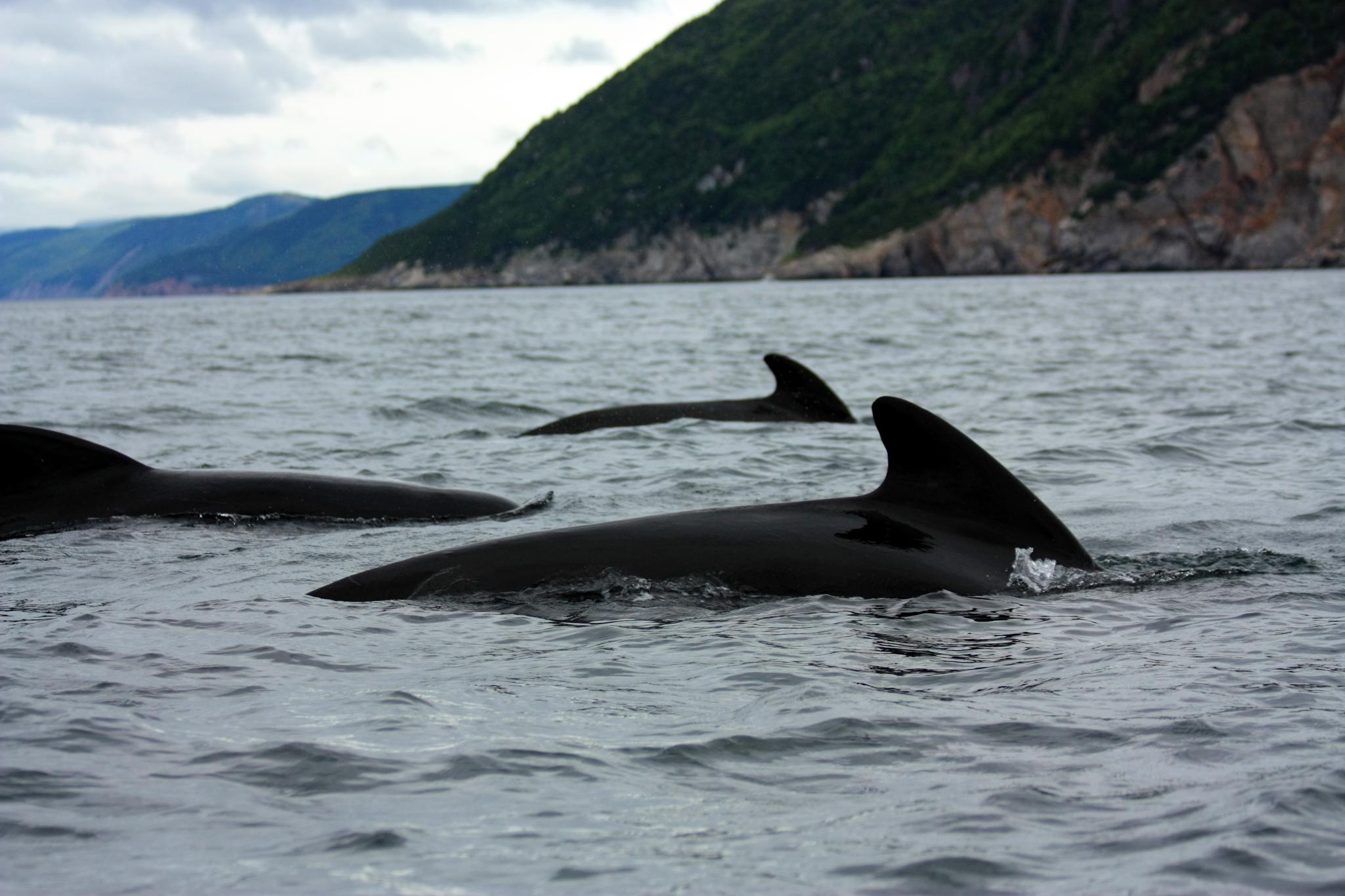
Calderones cerca de la isla del Cabo Bretón.

Las dos especies se alimentan principalmente de calamares. Los calderones realizan movimientos estacionales entre las aguas costeras y mar abierto, siguiendo la distribución de sus presas favoritas. También se alimentan de peces, entre los cuales se halla el bacalao del Atlántico, el rodaballo de Groenlandia, la caballa, el arenque, merluzas y galludos. En el Atlántico Norte, la caballa es una fuente importante de alimento durante el invierno. En las islas Feroe, se alimentan principalmente de calamares, pero lo hacen también de peces como el pejerrey y la bacalá. Sin embargo, parece que no se alimenta de bacalaos, arenques ni verdeles a pesar de que se hacen abundantes periódicamente.
Estos mamíferos marinos realizan inmersiones en busca de alimento. En el calderón común, se ha documentado que estas se prolongan por más de diez minutos y alcanzan profundidades de hasta 600 metros, pero normalmente lo hacen entre los 30 y 60 metros. Las inmersiones superficiales tienen lugar durante el día, mientras las profundas tienden a realizarse durante la noche. Durante estas inmersiones, con frecuencia se registran rápidas aceleraciones para capturar presas veloces como los calamares. Las inmersiones confluyen con las realizadas por los cachalotes y los zifios, teniendo, en comparación con estos, tácticas de caza que requieren un mayor consumo de energía. Estas tácticas comprenden estallidos de alta velocidad cerca del rango más profundo de buceo y usualmente van seguidas de uno o dos sacudidas, los cuales pueden representar los momentos en que captura sus presas. Esta característica es inusual, considerando que se trata un animal que bucea a grandes profundidades, del cual podría esperarse que nadara lenta y uniformemente para mesurar el consumo de oxígeno. Es posible que los calderones posean una tasa metabólica más alta que los otros mamíferos marinos que se sumergen a gran profundidad, lo cual puede ser el factor responsable de los periodos relativamente cortos de inmersión, al compararlos con los mamíferos marinos de tamaño similar. Esta capacidad limitada en el tiempo de inmersión se ha documentado también en los calderones comunes.
Los parásitos más frecuentes de los calderones incluyen los piojos de las ballenas (Cyamidae), céstodos y nemátodos. También pueden ser hospederos de varias bacterias y virus patógenos como Streptococcus, Pseudomonas, Escherichia, Staphylococcus e influenza. En una muestra de 55 calderones comunes capturados en aguas de la isla de Terranova, la enfermedad más frecuente era causada por la infestación de un parásito del tracto respiratorio superior.

### Estructura social y ciclo vital

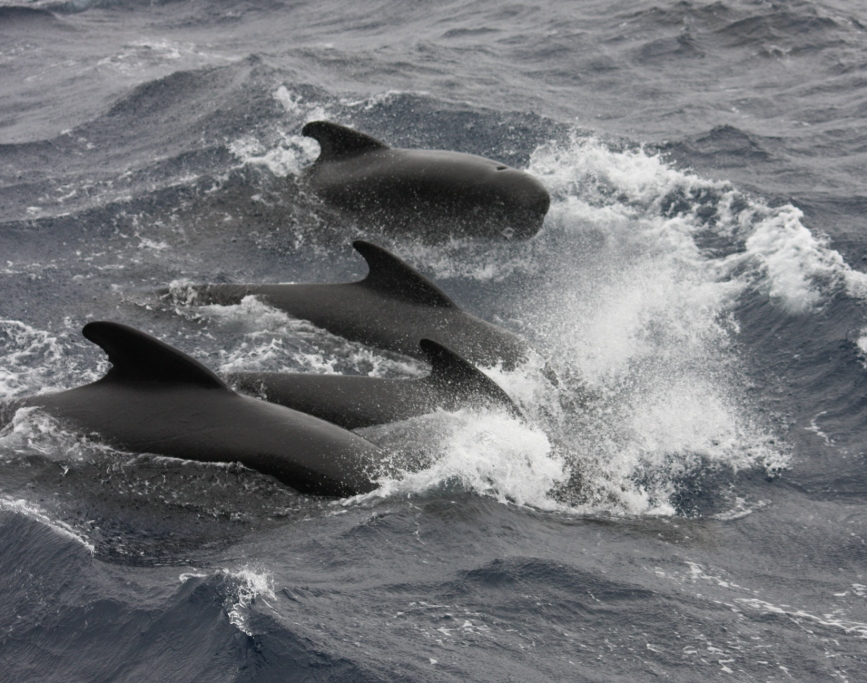
Grupo de calderones cerca a Irlanda.

Las dos especies viven normalmente en grupos de entre diez a treinta individuos, pero algunos grupos pueden contar con cien o más integrantes. Los datos sugieren que la estructura de los grupos (pods) de calderones son similares a los de las orcas residentes. Los grupos son muy estables y los miembros guardan estrechos vínculos matrilineales. Los miembros de estos grupos están integrados por individuos de ambos sexos y diferentes edades; sin embargo, el número de hembras adultas tiende a exceder al de los machos. Se han observado algunos comportamientos gregarios como por ejemplo, compartir los alimentos. Varios pods pueden congregarse para formar grupos más grandes, pero lo hacen de modo temporal. Estas congregaciones sirven para intercambiar individuos entre los grupos y proporciona una oportunidad de aparearse. También es factible que sea una medida de protección al juntarse bajo ciertas circunstancias.

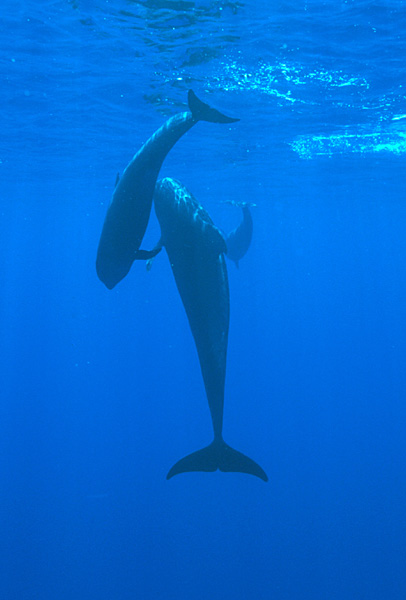
Una hembra y su cría cerca al distrito de Kona, Hawái.

Ambas especies son poligínicas. La información disponible sugiere que los jóvenes de los dos sexos alcanzan la madurez sexual dentro del grupo materno y en la mayoría de los casos permanecen allí el resto de su vida; a pesar de esto, no parece existir endogamia dentro de los grupos. Se cree que los machos conviven con las hembras emparentadas genéticamente, pero se aparean con hembras de otros grupos, una característica poco frecuente entre los mamíferos. Esto es posible durante las congregaciones mencionadas arriba, cuando los machos abandonan temporalmente sus grupos (pods) para aparearse con hembras de otros grupos. No existe evidencia que indique la existencia de machos reproductivos dominantes o competencia por el acceso a las hembras.
Después del apareamiento, un calderón macho puede permanecer algunos meses con la hembra y un solo macho pueden engendrar varios hijos dentro de un grupo. Una vez disueltas estas congregaciones los machos regresan a su respectivo grupo. No existe evidencia de segregación social o existencia de grupos integrados por machos solteros.
Se han registrado tres tipos diferentes de grupos en los calderones del sur de California: viajeros/cazadores, forrajeadores y de recreo. En los grupos viajeros/cazadores, los individuos se organizan en un rango amplio de hasta dos millas de ancho, pero solo unos pocos de ellos se sumergen. En este tipo de grupo se ha observado divisiones de acuerdo al sexo y la edad. En los grupos forrajeadores, en ocasiones existe movimiento organizado en una dirección determinada, pero cada individuo tiende a estar distanciado uno de otro. Los grupos de recreo son congregaciones casi estacionales de alrededor de 12 a 30 individuos, ocurre sobre la superficie y los individuos se encuentran muy cerca entre sí o en contacto directo. Se ha observado dentro de estos grupos diferentes comportamientos, entre ellos el apareamiento.
Los calderones poseen uno de los periodos intergenésicos (periodos entre cada gestación) más prolongados entre los cetáceos, el cual oscila entre 3 y 5 años. El apareamiento y parto en el calderón común ocurre con mayor frecuencia durante el verano; sin embargo, existen nacimientos durante todo el año. En los calderones tropicales, los nacimientos predominan durante la primavera y otoño en el hemisferio sur y en el hemisferio norte varía dependiendo del grupo. El periodo de gestación se estima entre 12 y 16 meses para los calderones comunes y alrededor de 15 meses para los calderones tropicales. En el calderón tropical las crías al nacer tienen de 1,4 a 1,85 metros y pesan en promedio 55 kg. En el calderón común los recién nacidos miden normalmente 1,4 metros y pesan entre 55 y 85 kg. Las crías lactan hasta los 3 años, con evidencia de periodos de lactancia mucho más prolongados y vínculos intensos entre madre e hijo, que puede perdurar hasta 15 años; hecho documentado solamente en los cachalotes, dentro de los mamíferos marinos.
Las hembras de calderón tropical sobreviven varios años luego de alcanzar la menopausia; esto no es tan frecuente en las hembras del calderón común. Es posible que las hembras que han superado la edad reproductiva desempeñen un papel importante en su grupo y contribuyan al cuidado de los jóvenes. Las hembras postmenopáusicas pueden continuar con la lactancia y el cuidado de las crías, soportando la teoría, que invierten su energía en los jóvenes del grupo ante la incapacidad de procrear su propia descendencia. Los calderones tropicales tienen una tasa de crecimiento más lento que la de los calderones comunes. En los calderones tropicales, las hembras alcanzan la madurez a los nueve años y los machos entre los trece y dieciséis años; mientras en los calderones comunes, las hembras alcanzan la madurez aproximadamente a los ocho años y los machos a los doce.

### Vocalizaciones
Los calderones emiten vocalizaciones para establecer contacto con otros miembros de su grupo. Estas vocalizaciones se hacen más complejas cuando se hallan más activos y más simples en momentos de inactividad. Los llamados son diferentes en las dos especies de calderón. Los calderones comunes emiten sonidos de menor frecuencia y amplitud que los calderones tropicales. En un estudio realizado en calderones comunes del Atlántico Norte, algunas vocalizaciones se emitían en relación con determinados comportamientos. Mientras reposan emiten silbidos simples, mientras que en las etapas de actividad intensa en las superficie, emiten una gama amplia de llamados, incluyendo silbidos complejos y sonidos pulsados. La cantidad más variada de sonidos son emitidos cuando los individuos se encuentran distribuidos en áreas extensas o al entrar en contacto con otros grupos.
Un estudio llevado a cabo en calderones tropicales en la costa de Tenerife (islas Canarias), encontró que cada grupo (pod) poseía un repertorio de vocalizaciones diferente, las cuales posiblemente les servían como medio para comunicarse con los miembros de su grupo. A los calderones tropicales, se los ha registrado emitiendo llamados tonales durante las inmersiones en procura de alimento hasta los 800 metros de profundidad. La tasa de emisión y la duración promedio de los llamados, parece disminuir en cuanto va aumentando la profundidad, a pesar del incremento progresivo de la distancia con respecto a sus congéneres en la superficie. Esto podría deberse a la menor capacidad de emitir sonidos intensos en las profundidades, donde los pulmones se colapsan a causa de la presión y el volumen de aire disponible para generar sonido se encuentra limitado por la presión exterior. Sin embargo, la frecuencia de los sonidos emitidos no se ve afectada, lo que posiblemente, les permite ser identificado por los otros integrantes de su grupo. Los llamados sociales podrían ser importantes para fortaleces los lazos sociales, pero pueden ser afectados por la contaminación acústica generada por los buques.
Los calderones son conocidos por emitir «quejidos» o «gritos lastimeros», los cuales son variantes de sus silbidos, emitidos al vararse o al ser capturados o heridos.

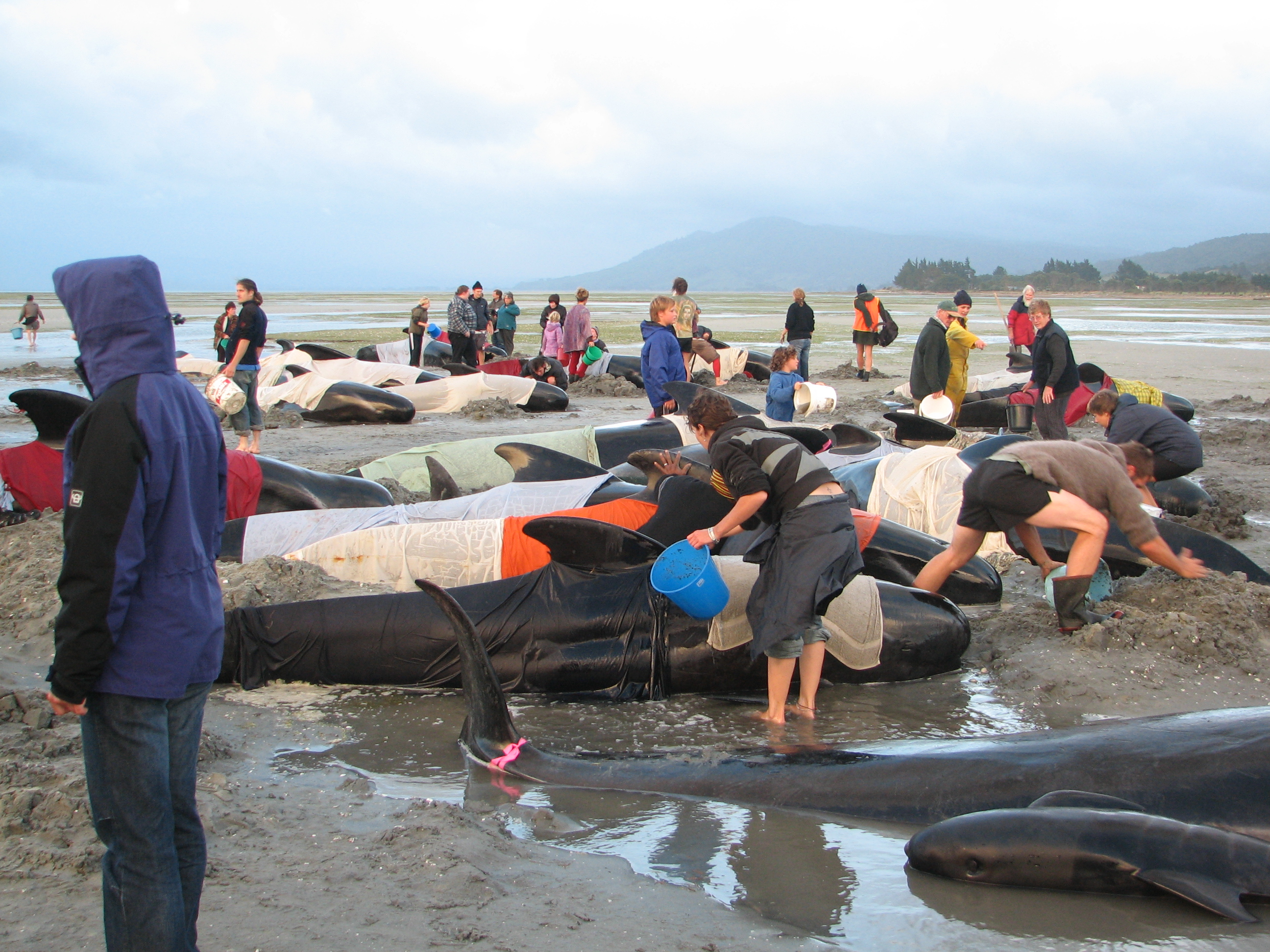
Voluntarios intentan mantener la temperatura corporal de calderones varados en Farewell Spit, Nueva Zelanda.

### Varamiento
Entre los cetáceos, los calderones se encuentran entre los que se varan con mayor frecuencia. A causa de sus estrechos vínculos sociales, un grupo completo puede vararse en un momento dado. También suceden varamientos individuales, los cuales con frecuencia son ocasionados por enfermedades. Sin embargo, en los grupos de calderones varados, la mayoría de los ejemplares se encuentran saludables. No se conoce con exactitud el motivo por el cual estos animales se varan, pero se han propuesto algunas hipótesis. Una de ellas sugiere que pueden confundirse o quedar atrapados al entrar en aguas someras, otra propone que anomalías en el campo geomagnético de la Tierra pueden desorientarlos en caso de que lo usen para guiarse. También se ha planteado que si un individuo de gran importancia social o con fuertes lazos familiares resulta varado, a consecuencia de problemas de salud o de orientación; los otros miembros del grupo pueden vararse también y son incapaces de permanecer lejos de la playa y regresan luego de ser retirados de esta. Investigadores en Nueva Zelanda lograron usar con éxito este comportamiento social gregario para alejar de la playa a un grupo de calderones comunes. Además, parece que los angustiosos llamados de los jóvenes varados de un grupo, inducen una respuesta de varamiento en los animales más viejos. En un caso, donde unos ejemplares jóvenes varados fueron remolcados de vuelta al mar, se logró atraer nuevamente al resto del grupo hacia aguas abiertas. Es probable que una combinación de varios de estos factores contribuyan a los varamientos masivos.

## Depredadores
Los depredadores naturales de los calderones son la orca , el tiburón blanco y el tiburón tigre.

## Interacción con los humanos
En la Lista Roja de la UICN se clasifica a las dos especies de calderones como DD (datos insuficientes). Los calderones comunes del mar del Norte y del Báltico están incluidos dentro del apéndice II de la CITES. Puede ser necesario que las poblaciones del noreste y noroeste del Atlántico sean también incluidas también en este apéndice. Todas las poblaciones de calderones tropicales se encuentra en la lista del apéndice II de la CITES.

### Caza

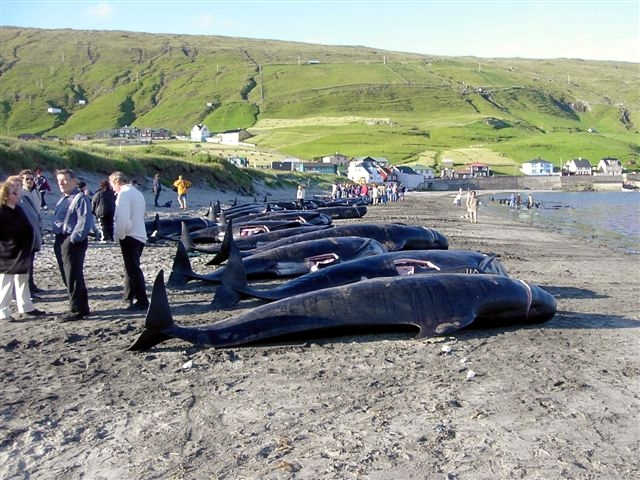
Calderones capturados en Hvalba, islas Feroe.

Los calderones comunes tradicionalmente se han capturado por medio de un método llamada caza dirigida de delfines, el cual requiere del personal y botes suficientes para extender un semicírculo sobre un grupo determinado de cetáceos que pasan cerca de la costa, para luego conducirlos lentamente a una bahía, en donde son obligados a vararse en la playa para luego ser desollados. En las islas Feroe, la caza de calderones se inició por lo menos desde el siglo XVI, prolongándose hasta la actualidad con miles de ejemplares sacrificados en las décadas de 1970 y 1980. En otras zonas del Atlántico Norte como en aguas de Noruega, Groenlandia occidental, Irlanda, Cabo Cod e Islandia, también se los ha cazado, pero de forma menos intensiva. Una estación ballenera en Cabo Cod sacrificó entre 2000 y 3000 calderones por año entre finales del siglo XIX e inicios del siglo XX. Los balleneros de Terranova también capturaron calderones comunes, con el pico de capturas en 1956, las cuales disminuyeron paulatinamente poco después hasta desaparecer. En el hemisferio Sur, la explotación comercial del calderón común ha sido esporádica y escasa. Actualmente, los calderones comunes son objeto de caza solamente en islas Feroe y Groenlandia.
Al calderón tropical también se lo ha cazado por espacio de varios siglos, principalmente por balleneros japoneses. Entre 1948 y 1980, cientos de animales fueron sacrificados en la isla de Hokkaido y la región de Sanriku en el norte y Taiji, Izu y Okinawa en el sur. Estos puertos balleneros tuvieron su apogeo a final de la década de 1940 e inicios de 1950. Entre mediados y finales de la década de 1980 murieron 2326 calderones tropicales. Para la década de 1990 la cantidad de muertes se redujo a solo 400 por año.
Los calderones también son víctima de captura incidental. Por ejemplo, durante un año, alrededor de 30 calderones tropicales murieron accidentalmente durante la pesca de camarones al sur de California. También se documentó la muerte de veinte ejemplares al año para mediados de la década de 1990 causadas por redes de deriva. En 1988, fueron capturados accidentalmente 141 ejemplares en la Costa Este de los Estados Unidos, durante la pesca de verdel; situación que forzó su prohibición.

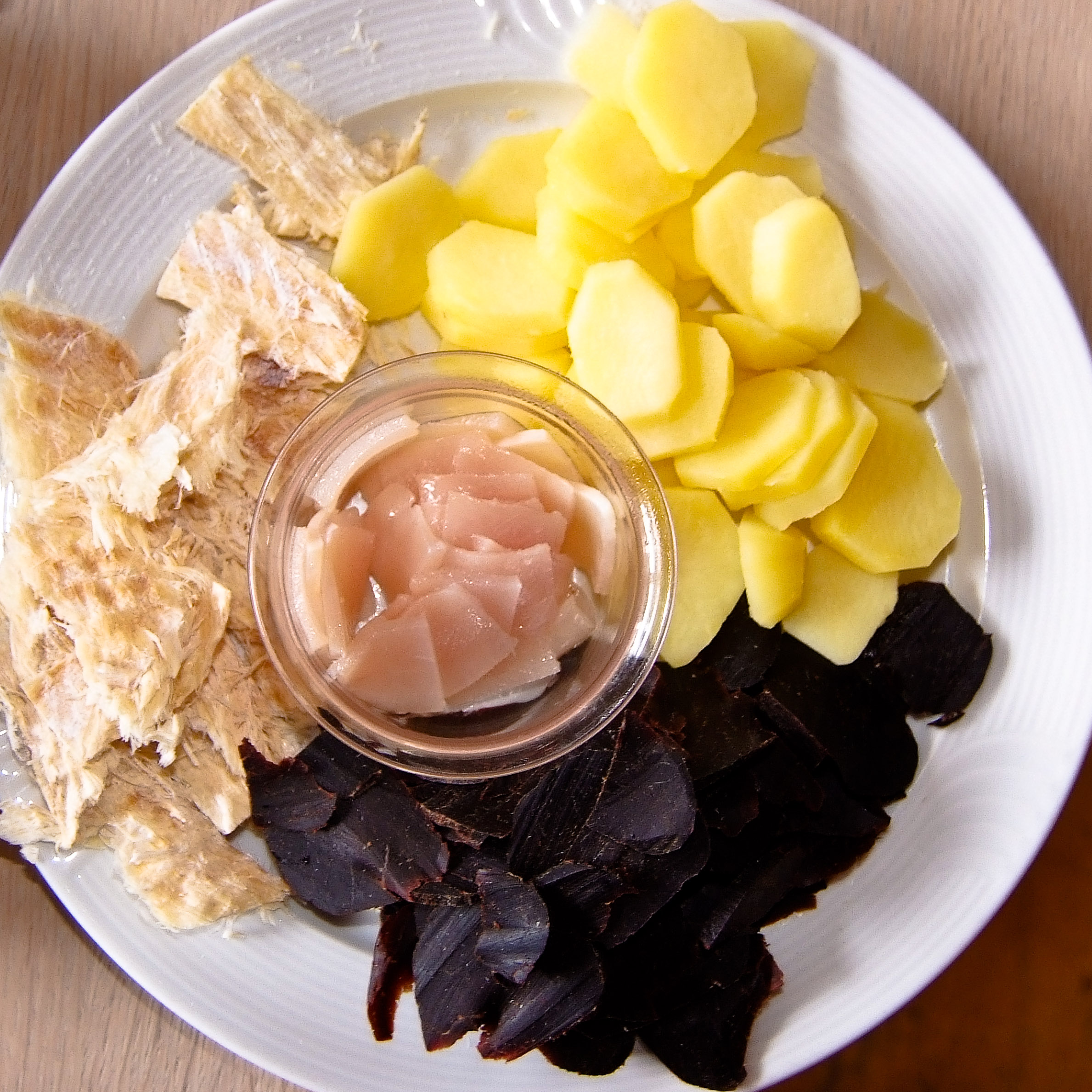
Carne de calderón (negra), grasa (en medio), pescado seco (izquierda) y patatas, un plato servido en las islas Feroe.

### Contaminación
Como los demás mamíferos marinos, los calderones son susceptibles a algunos contaminantes. En cercanías a las islas Feroe, Francia, Reino Unido y el este de Estados Unidos, se encontraron animales con niveles elevados de DDT y PCB. En las Feroe, también se hallaron metales pesados como cadmio y mercurio. Al contrario, en los calderones de Terranova y Tasmania se encontraron niveles muy bajos de DDT. Los calderones tropicales de la costa occidental de Estados Unidos de hallaron niveles muy altos de DDT y PCB lo cual contrasta con los bajos niveles hallados en Japón y Las Antillas.

### Cocina
La carne de calderón se encuentra disponible para el consumo humano en algunas áreas de Japón, principalmente a lo largo de la costa central del Pacífico, y en otras regiones del mundo, como las islas Feroe. La carne es rica en proteínas (superior a la carne de res) y baja en grasa. Debido a que la grasa de los calderones se encuentra exclusivamente en una capa bajo la piel, la ausencia de esta en la carne le confiere un tono rojo oscuro. En Japón, donde la carne de los calderones se ofrece en algunos restaurantes y izakayas, a veces se sirve cruda, como sashimi, pero con frecuencia son fileteados, condimentados, cortados en pequeños trozos y asados a la parrilla. La carne asada es fácilmente desmenuzable y de buen sabor, similar en calidad a una porción de carne de res, aunque tiene, de modo sutil, un matiz diferente que recuerda su origen marino.

#### Consecuencias para la salud
Tanto en Japón como en las islas Feroe, la carne se encuentra contaminada con mercurio y cadmio, lo cual constituye un riesgo para la salud de los comensales habituales, especialmente para las mujeres en gestación y los niños. En noviembre de 2008, un artículo publicado en New Scientist informó que a raíz de investigaciones realizadas en las islas Feroe, dos autoridades médicas se pronunciaron en contra del consumo de carne de calderón por considerarla demasiado tóxica. En 2008, las autoridades locales recomendaron que la carne de calderón ya no debía comerse debido a la contaminación. Esto se ha reflejado en la reducción de su consumo, de acuerdo a un funcionario de salud de alto rango en las Islas Feroe.

### Cautiverio

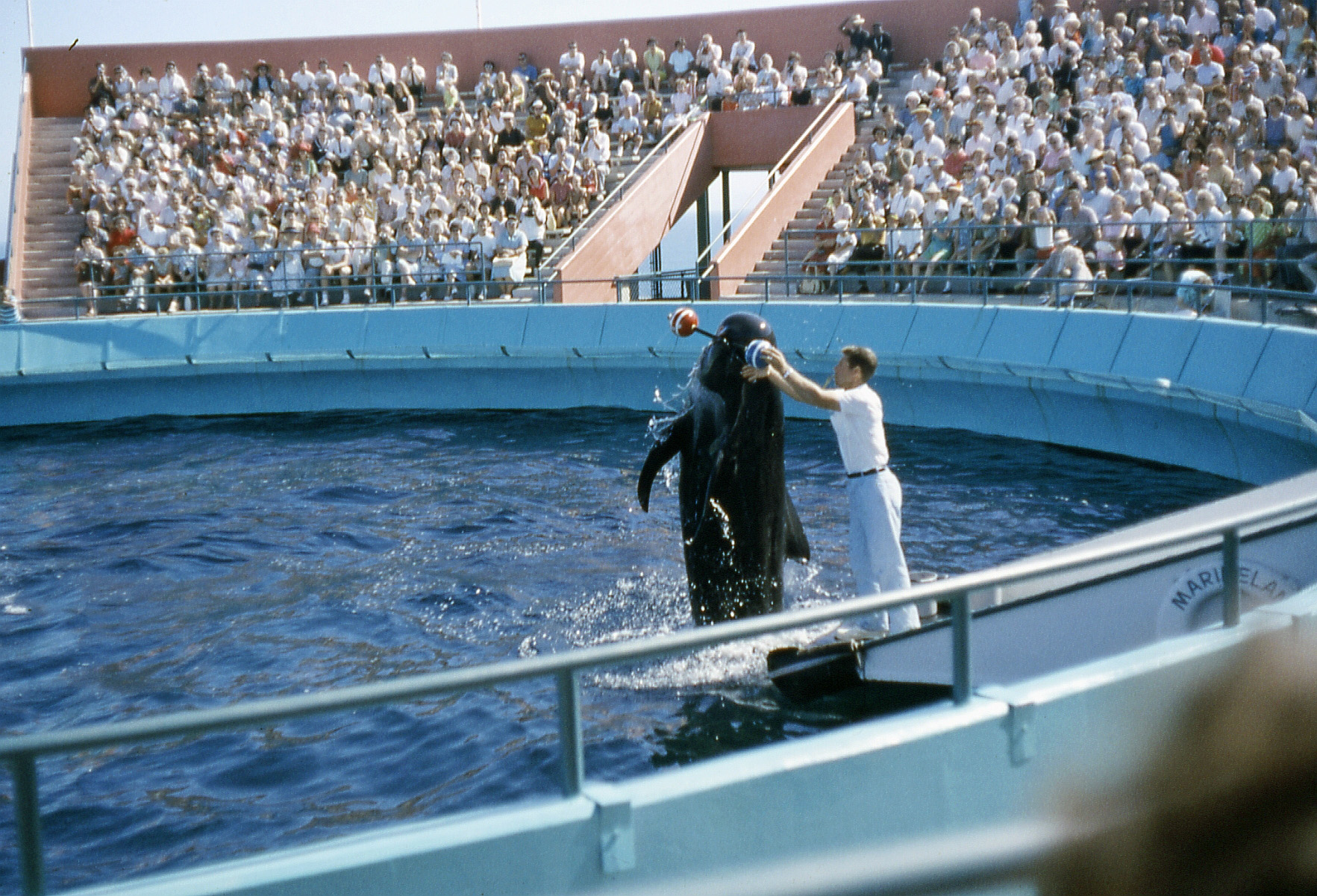
Calderón tropical llamado Bubbles exhibido en Marineland del Pacífico, 1962.

Algunos ejemplares de calderón, en especial de calderón tropical, han sido objeto de cautiverio. Desde 1973, en las costas de Nueva Inglaterra, se han capturado calderones y mantenidos temporalmente en cautiverio. Ejemplares de calderón tropical del sur de California, Hawái y Japón se exhiben en acuarios y oceanarios. Algunos animales del sur de California y Hawái fueron reducidos a cautividad durante la década de 1960 e inicios de la década de 1970, dos de los cuales fueron conducidos a SeaWorld en San Diego. Durante la década de 1970 e inicios de la década de 1980, se capturaron seis ejemplares vivos por medio de caza dirigida, los cuales se utilizaron para exhibición. Sin embargo, los calderones tienen una tasa baja de supervivencia en cautiverio, tan solo de 0,51 medida entre mediados de la década de 1960 hasta principios de la década de 1970.